# Эйнсворт, Боб
Боб Эйнсворт (Роберт Уильям Эйнсворт — англ. Robert William Ainsworth; род. 19 июня 1952, Ковентри) — британский политик, министр обороны Великобритании с 5 июня 2009 по 11 мая 2010 года.

## Биография
Работал на автомобильном заводе Jaguar. Участвовал в профсоюзном движении, некоторое время был связан с троцкистской организацией Международная марксистская группа.
В 1984 году был избран в Городской совет Ковентри. На выборах 1992 года был избран в Палату общин от лейбористов, и с тех пор постоянно переизбирался. После прихода к власти лейбористов в 1997 году работал в министерствах экологии, финансов, внутренних дел и обороны. В 2005 году стал членом Тайного совета. 29 июня 2007 года был назначен на должность министра по делам вооружённых сил (Minister of State for the Armed Forces) — второй по важности пост в Министерстве обороны Великобритании, подчинённый министру обороны (Secretary of State for Defence). 5 июня 2009 года Эйнсворт сменил ушедшего в отставку Джона Хаттона на посту министра обороны Великобритании. При Эйнсворте в Великобритании началось строительство авианосцев нового поколения.